# 消音器

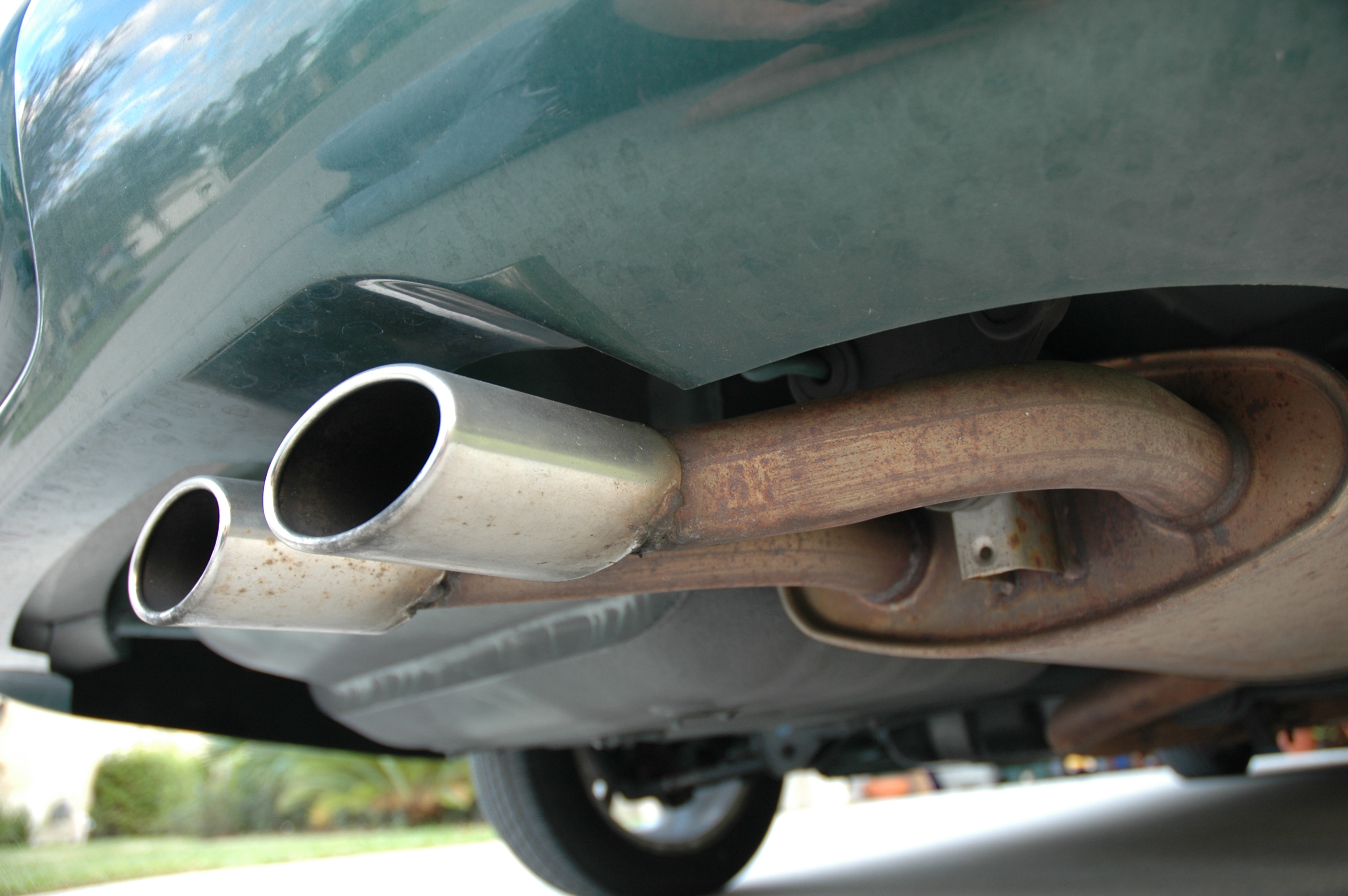
汽车的消音器（底盤下方橢圓形筒狀部份才是消音器，保險桿下方兩個為排氣口裝飾套筒，並不具消音能力）

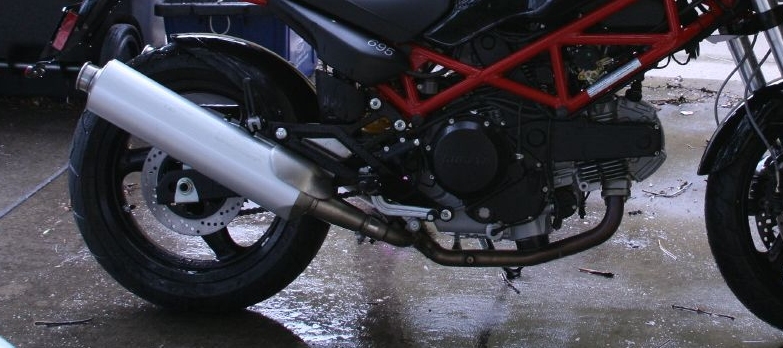
摩托車的消音器

消音器（英語：muffler）现代车辆里不可或缺的组件，普遍安装在排气管的尾段部份，用以抑制引擎废气排放所产生的噪音。

## 概述
消声器被安装在大多数内燃机的排气系统中，用以减轻内燃机的噪音对人的听力所造成的伤害。消声器被设计为一种声学装置，通过声学静音来降低发动机产生的声压响度。以高速离开发动机的灼热废气所造成的噪音被一系列通道和腔室减轻，这些通道和腔室内衬有粗纱玻璃纤维绝缘体与谐振室，通过谐波调谐来产生相反的声波相互抵消，达到降低噪音的效果。

## 不足
消声器是阻碍声音传播而让气流通过的、防治气流动力性噪声的专用设备。当前为抑制高压气流排放引起的环境噪声，世界上已具有多种型式的消声器，大多采用阻抗复合型消声原理。而由于结构复杂、重量大、高温氧化吸声填料，高速气流冲击吸声填料，水气渗透吸声填料等原因，造成消声器维修频繁、消声效果差，使用周期短等情况。上述种种历来是消音器的设计难点。